# Gonzalo Gavira
Gonzalo Gavira, né le 31 octobre 1925 à Mexico et mort le 9 janvier 2005  dans la même ville, est un ingénieur du son mexicain.

## Biographie
Spécialiste des effets sonores, Gonzalo Gavira faisait partie de l'équipe qui a remporté un Oscar pour le film L'Exorciste en 1973. D'après le témoignage de Mario Aguinaga, directeur des Studios Churubusco, les bruitages de Gonzalo Gavira étaient surnommés les gaviras dans le milieu cinématographique mexicain.

## Filmographie partielle
- 1952 : La Montée au ciel de Luis Buñuel
- 1955 : La Vie criminelle d'Archibald de la Cruz de Luis Buñuel
- 1959 : Nazarín de Luis Buñuel
- 1960 : Macario de Roberto Gavaldón
- 1966 : Le Bon, la Brute et le Truand de Sergio Leone
- 1970 : El Topo d'Alejandro Jodorowsky
- 1973 : La Montagne sacrée d'Alejandro Jodorowsky
- 1973 : L'Exorciste de William Friedkin
- 1974 : La Tour infernale de John Guillermin et Irwin Allen
- 1976 : Actes de Marusia de Miguel Littin
- 1985 : Tacos de oro d'Alfonso Arau
- 1988 : Le Guerrier de l'enfer 3 d'Alfonso Corona
- 2004 : Otro ladrillo en la pared d'Ezzio Avendano

## Récompenses et distinctions
- 1973 : Oscar du meilleur mixage de son pour L'Exorciste de William Friedkin
- 1975 : Ariel d'Argent
- 1988 : médaille Salvador-Toscano
- 1991 : Reconnaissance spéciale de l'Académie Mexicaine des Arts et des Sciences Cinématographiques